# Atech Reid Grand Prix
A Atech Reid Grand Prix é uma equipa de automobilismo britânica. Surge da fusão, para a Superleague Fórmula e para a Fórmula Renault 2.0 Reino Unido, entre a Atech Grand Prix (formada em 2007 por David Hayle, como Hitech Junior Team) e a Reid Motorsport (equipa formada em 2009 a partir da Ultimate Motorsport, pelo então seu manager, Anthony Reid, e que só disputava a Superleague Fórmula).
Esta designação é válida para a Superleague Fórmula e para a Fórmula Renault 2.0 Reino Unido, mas a Atech Grand Prix corre individualmente na maioria dos campeonatos como, por exemplo, nas GP3 Series.